# Dąbie (Silésie)
Pour les articles homonymes, voir Dąbie (homonymie).
Dąbie (prononciation : [ˈdɔmbʲɛ]) est une localité polonaise de la gmina de Psary, située dans le powiat de Będzin en voïvodie de Silésie.